# Фокин, Сергей Александрович
Сергей Александрович Фокин (род. 26 июля 1961 или 26 июня 1961, Ульяновск) — советский футболист, защитник. Заслуженный мастер спорта СССР (29.03.1989). Майор советской армии. Олимпийский чемпион Игр-88 в Сеуле. Окончил институт физической культуры.

## Биография
Родился в Ульяновске. Через год с родителями переехал в город Фрунзе, в Киргизскую ССР, где уже обосновалась бабушка. В Киргизии увлёкся футболом, занимался в местной футбольной школе. С 1978 — в составе ведущей команды Киргизии, «Алге».
Для прохождения военной службы первоначально был зачислен в состав алматинского СКА, затем вызван на сборы в «Кайрат» и в результате попал в ЦСКА.
С 1984 стабильно играл за основной состав армейцев. Вместе с командой сначала пережил падение в первую лигу по итогам сезона 1984. Затем, в 1986, помог ей выйти в высший дивизион, где команда провела только год и вернулась обратно в первую лигу.
Тем не менее, надёжной игрой в обороне Фокин выделялся среди остальных партнёров и попал на заметку к тренерам олимпийской сборной СССР. В мае 1987 дебютировал в игре против олимпийской сборной Болгарии, в течение года провёл ещё 2 матча отборочного цикла к Играм в Сеуле.
Непосредственно на турнире в Сеуле провёл только одну игру — в четвертьфинале против Австралии при счёте 3:0 в пользу советской сборной. Причина — недовосстановление после перенесённого воспаления седалищного нерва. Тем не менее, главный тренер команды, Анатолий Бышовец взял его за надёжную игру в отборочном цикле, сказав, что он заслужил это право.
В 1988 ЦСКА возглавил Павел Садырин, который раскрепостил команду от строгих порядков, введённых Юрием Морозовым. При нём команда была наголову выше всех в первой лиге в 1989 году и на следующий год взяла серебряные медали чемпионата СССР по футболу.
В 1991 Фокин в составе ЦСКА стал чемпионом СССР и обладателем Кубка СССР. Всего в высшей лиге чемпионата СССР по футболу провёл 98 матчей, забил 5 голов.
Три матча провёл за первую сборную СССР. Впервые вызван в сборную в 1989 году, дебютировал в матче против сборной Польши 23 августа, завершившимся вничью 1:1. Вышел на поле в основном составе, но был заменён на 28-й минуте на другого дебютанта — нападающего московского «Динамо» Сергея Кирьякова, ставшего через 2 минуты автором единственного мяча сборной в том матче.
В 1990 провел ещё две игры за сборную в период подготовки к чемпионату мира 1990 — против сборной Ирландии (отыграл полный матч) и сборной Израиля (вышел на 76-й минуте при счёте 2:3). В обоих матчах сборная СССР уступила соперникам. Был в составе сборной на чемпионате мира, но не сыграл ни одной игры. В этот раз причиной снова была травма — боли в позвоночнике. При этом Лобановский всерьёз рассчитывал на игрока и собирался его выпустить в матче против сборной Аргентины. Однако игрок признался, что сыграть не может и не хочет подводить команду. После этого в сборную не вызывался.
В 1992 году в первом чемпионате России провёл за ЦСКА 10 матчей и забил 1 гол. В конце года при помощи Анатолия Коробочки, вышел на футбольного агента, рассказавшего, что есть вариант с клубом второй бундеслиги «Айнтрахт» (Брауншвейг). Команде угрожал вылет из лиги и Фокин был готов помочь новой команде. Партнёрами в клубе стали выступавшие уже в Германии Игорь Беланов и Виктор Пасулько. Тем не менее, усилить команду не смог и «Айнтрахт» вылетел в оберлигу. На следующий год команда заняла 2-е место в оберлиге «Норд» и играла в играх плей-офф за право выхода во вторую бундеслигу. Однако игры положительного результата не принесли и команда осталась в оберлиге.
За немецкую команду выступал до 2000 года. Некоторое время был вторым тренером «Айнтрахта», но после смены главного тренера ушёл из команды. Играл в любительской лиге.
По завершении карьеры два года учился в профессионально-техническом училище в Германии на токаря-фрезеровщика. Затем, в 2003 году, был принят на завод «Фольксваген» в Брауншвейге. Собирает шасси для автомобилей на конвейере. При этом постоянно играет за заводскую команду.
В Майне, вместе с женой, в течение 7 лет держали кафе под названием «Цукерзее». Закрыли по причине нерентабельности.
Имеет тренерскую лицензию А.

## Автоголы
У Фокина была репутация «коллекционера» автоголов из-за большого количества мячей, забитых в свои ворота. Наиболее известные:
- Чемпионат СССР 1990, «Спартак» М — ЦСКА — 5:4 — прервал передачу с фланга, но мяч прошёл мимо вышедшего на перехват вратаря.
- Кубок кубков 1991/92, ЦСКА — «Рома» — 1:2 — прерывая пас соперника, срезал мяч в ворота. …выглядело, наверное, впечатляюще. От линии штрафной, головой, в падении, в самую «девятку», без шансов для вратаря — просто блеск![6]
- Лига чемпионов 1992/93, «Рейнджерс» — ЦСКА — 1:0 — блокировал удар соперника, но мяч попал в ногу и рикошетом залетел в ворота (формально автоголом не является, мяч записан на счёт шотландца Иэна Фергюсона).

## Клубная карьера
| Клуб             | Сезон            | Чемпионат | Чемпионат | Кубок | Кубок | Еврокубки | Еврокубки | Прочие | Прочие | Всего | Всего |
| Клуб             | Сезон            | Матчи     | Голы      | Матчи | Голы  | Матчи     | Голы      | Матчи  | Голы   | Матчи | Голы  |
| ---------------- | ---------------- | --------- | --------- | ----- | ----- | --------- | --------- | ------ | ------ | ----- | ----- |
| Алга             | 1978             | ?         | ?         | 0     | 0     | -         | -         | -      | -      | ?     | ?     |
| Алга             | 1979             | 2         | 0         | ?     | 0     | -         | -         | -      | -      | ?     | ?     |
| Алга             | 1980             | ?         | ?         | 3     | 0     | -         | -         | -      | -      | ?     | ?     |
| Алга             | 1981             | ?         | ?         | 0     | 0     | -         | -         | -      | -      | ?     | ?     |
| Алга             | 1982             | 32        | 0         | 0     | 0     | -         | -         | -      | -      | 32    | 0     |
| Алга             | 1983             | 31        | 1         | 0     | 0     | -         | -         | -      | -      | 31    | 1     |
| ЦСКА             | 1984             | 23        | 0         | 2     | 0     | -         | -         | -      | -      | 25    | 0     |
| ЦСКА             | 1985             | 36        | 0         | 3     | 0     | -         | -         | 6      | 0      | 45    | 0     |
| ЦСКА             | 1986             | 39        | 2         | 3     | 0     | -         | -         | 1      | 0      | 43    | 2     |
| ЦСКА             | 1987             | 29        | 3         | 4     | 0     | -         | -         | 3      | 0      | 36    | 3     |
| ЦСКА             | 1988             | 23        | 3         | 0     | 0     | -         | -         | 0      | 0      | 23    | 3     |
| ЦСКА             | 1989             | 36        | 4         | 2     | 0     | -         | -         | ?      | ?      | 38?   | 4?    |
| ЦСКА             | 1990             | 21        | 1         | 4     | 0     | -         | -         | 0      | 0      | 30    | 10    |
| ЦСКА             | 1991             | 25        | 1         | 4     | 0     | 2         | 0         | 0      | 0      | 31    | 1     |
| ЦСКА             | 1992             | 10        | 1         | 1     | 0     | 5         | 0         | 4      | 0      | 20    | 1     |
| Айнтрахт         | 1992/93          | 19        | 0         | -     | -     | -         | -         | -      | -      | 19    | 0     |
| Айнтрахт         | 1993/94          | 25        | 0         | -     | -     | -         | -         | 6      | 0      | 31    | 0     |
| Айнтрахт         | 1994/95          | 33        | 1         | -     | -     | -         | -         | -      | -      | 33    | 1     |
| Айнтрахт         | 1995/96          | 12        | 0         | -     | -     | -         | -         | -      | -      | 12    | 0     |
| Айнтрахт         | 1996/97          | 31        | 1         | -     | -     | -         | -         | -      | -      | 31    | 1     |
| Айнтрахт         | 1997/98          | 33        | 0         | -     | -     | -         | -         | -      | -      | 33    | 0     |
| Айнтрахт         | 1998/99          | 19        | 0         | -     | -     | -         | -         | -      | -      | 19    | 0     |
| Айнтрахт         | 1999/00          | 1         | 0         | -     | -     | -         | -         | -      | -      | 1     | 0     |
| Всего за карьеру | Всего за карьеру | ?         | ?         | ?     | ?     | 7         | 0         | ?      | ?      | ?     | ?     |

- Прочие — Кубок Федерации Футбола СССР, Кубок Первой лиги, переходные матчи, игры за ЦСКА-дубль в 1992 году и плей-офф оберлиги

## Достижения

### Личные
- В списке 33 лучших футболистов сезона в СССР (1): № 3 — 1990.

## Семья
Брат Геннадий (род. 1959) тоже был футболистом и выступал за «Алгу».